# Uncinia elegans
Uncinia elegans är en halvgräsart som först beskrevs av Georg Kükenthal, och fick sitt nu gällande namn av Bruce Gordon Hamlin. Uncinia elegans ingår i släktet Uncinia och familjen halvgräs. Inga underarter finns listade i Catalogue of Life.